# Uccialli
Uccialli è una città nel Nord dell'Etiopia. Si trova a una latitudine di 11°30′ nord e a una longitudine di 39°36′ est e ad altitudine di 1 711 metri sopra il livello del mare.
Secondo le stime della CSA dell'agosto 2005, Uccialli ha una popolazione di 6 811 abitanti, di cui 3 326 sono maschi e 3 485 sono femmine.. La sua posizione sulla Ethiopian Highway 1 ne fa un centro di passaggio commerciale per i camion diretti a nord del Paese.
Da alcuni anni è sede di uno studentato di una ONG italiana riservato alle ragazze tra i 13 e i 19 anni, a cui viene consentito in questo modo di frequentare la scuola secondaria. Quasi tutte provengono dai villaggi delle montagne vicine, privi di acqua corrente e di luce elettrica.
Quando era un feudo della regina Taytù, l'ambasciatore italiano Pietro Antonelli incontrò l'imperatore Menelik II a Uccialli poco dopo la morte in battaglia di Giovanni IV. I due Stati fecero un accordo conosciuto come il trattato di Uccialli, il 2 maggio 1889. Esso sanciva le relazioni fra i due paesi fino all'inizio della nuova espansione coloniale italiana verso l'Etiopia di Francesco Crispi, che portò alla sconfitta di Adua.